# Holly Hawkins
Pour les articles homonymes, voir Hawkins.
Holly Hawkins est une actrice américaine née le 22 août 1965 à Shreveport en Louisiane.

## Biographie

### Enfance et formation
Holly Hawkins est une actrice américaine née le 22 août 1965 à Shreveport en Louisiane,.

### Carrière
Elle a joué dans Alice in Wonderland.

## Filmographie
- 2004 : Strong Medicine (série télévisée) : une patiente
- 2005 : Thermopylae (court métrage) : la Principale
- 2006 : The Glass Eye (court métrage) : Widow Spence
- 2006 : Hollywood's Heart (court métrage) : Kathy
- 2010 : Alice in Wonderland : Lady au long nez (courtisane de la Reine Rouge)
- 2010 : A Nightmare on Elm Street : la serveuse
- 2010 : Class (téléfilm) : la directrice des ressources humaines
- 2010 : The Young and the Restless (série télévisée) : Serafine, la liseuse de tarot
- 2011 : Criminal Minds (série télévisée) : Jane
- 2011 : The Darkness is Close Behind (court métrage) : la professeure
- 2011 : End of the Innocents (court métrage) : Blaze
- 2012 : Rogue (téléfilm) : madame Wayne
- 2012 : Closure (court métrage) : Magda
- 2012 : Winner (court métrage) : Stacy Bates
- 2014 : Revenge (série télévisée) : docteure Angela Sturman
- 2014 : Murdered: Soul Suspect (jeu vidéo) : différentes voix
- 2014 : True Blood (série télévisée) : Townie Woman / Uppity Townswoman / Churchgoer Woman
- 2014 : Spring : Nicole Russell
- 2014 : Once Upon a Zipper (court métrage) de Christie Conochalla : Nancy Bennett
- 2015 : Charlie Puth: Marvin Gaye ft. Meghan Trainor (court métrage) : la professeure
- 2015 : The Head of the Mouse (court métrage) : Katia de la Sena